# カラス (ゲーム)
『カラス』（KAROUS）は、マイルストーンが開発し2006年11月に稼動したアーケードゲーム。ジャンルは縦スクロール弾幕シューティング。
2007年1月29日にマイルストーン公式HPのコラム内でドリームキャストへ移植されることが発表され、2007年3月8日に発売された。日本国内で発売されたセガ製ハードの最後のソフトである。2008年4月10日には、Wii移植版『マイルストーンシューティングコレクション カラスWii』が発売され、2010年12月30日に発売されたWii用ソフト『マイルストーンシューティングコレクション2』、および2014年11月27日に発売されたXbox 360用ソフト『サクラフラミンゴアーカイヴス』にも収録された。

## 概要
『ラジルギ』に引き続いて本作もポリゴンをトゥーンレンダリングで描画しており、全体的にモノクロームな配色がなされている。ゲームシステムも『ラジルギ』を踏襲したものをベースに、新たに「難易度選択」「経験値による武器のレベルアップ」を追加。アクション要素が強くなり、プレイスタイルの幅が広がっている。
独特な世界観については、作中で見られるメールやステージ間デモで断片的に示されている。また、『ラジルギ』や『カオスフィールド』と何らかの繋がりを匂わせた描写や設定が散見される。
BGMはドラムンベースやハードコアなどをフィーチャーしたテクノミュージックを中心に構成されており、アルカディア大賞ベストVGM賞にノミネートされている。

## ストーリー
とある宇宙、とある地球の物語。天界に浮かぶ大陸は、核戦争から復興した地上、レデンを見下ろしていた。
天界の人々ラファにとっては地上は忌むべき存在だった。ヒト、と呼ばれる地上人達はその貪欲な文明の手を天界に伸ばしつつあった。
ヒトとの大戦で両親を失った少女・カラスは、父が遺した言葉、「神の血」を求めて地上を目指す。
戦いの中で、カラスは神の血の正体や、天と地の繋がり、両種族間で進行する忌々しい計画を知る。

### 登場人物
カラス
主人公。13歳の少女。地上人の父と天界の母スズメの間に生まれた、両種族間で初のハーフ。先の大規模な種族間戦争で両親を失っている。
父親が死の間際に遺した「神の血」という言葉を頼りに、軍用機「ディフェクト」を駆って地上を目指す。
シギ
カラスの親友で、ディフェクトのナビゲーターを務める天界人の少女。14歳。
整備屋であるレンカクを父に持ち、メカの知識に長ける。フロゥト深層にある電気街マシマナマが大好き。何故か軍のゲートキーや暗号も知っている。
赤原（アカハラ）
スズメの父親の直属の部下にして、スズメを殺した張本人。29歳。太っていて人と目を合わせないが、我は強い。
天界人だが、自らがカスタマイズした地上軍の機体「PHATBOWIE-SLIM」に乗っている。
フロン
地上人ハクガンと天界人ミサゴの間に生まれた双子の姉。カラス誕生の1年後に生まれた。
カオスフィールド移住計画の実験体で、常に薬物を投与されている為に非常に情緒不安定。
合わない薬の使用からくる激しい頭痛と、蝙蝠を模した搭乗機「FUGL（ふぁぐる）」のデザインが気に入らないという理由から、ゲーム中では終始怒りを露わにしている。
タリス
フロンの妹。きつい性格のフロンとは対照的に、物静かな性格。メイド型メカ「FRONT ALICE」を駆る。
彼女もまたカオスフィールド移住計画の実験体だが、カオスフィールドへ行く事を嫌がる素振りを見せている。
白眼（ハクガン）
フロンとタリスの父親である地上人。38歳。自身の専用機「'en C」を持つ。
何かしらの子供を専用に扱う部署「ロストピース」の元メンバーで、その頃に幼いカラスと偶然会っている。
レンカク
ジギの父親である整備士。天界人。地上へ出発する前にディフェクトを整備しており、カラスに「ディフェクトは生きている」というメールを送っている。
スズメ
カラスの母親。天界人。「クリーンルームプロジェクト」を阻止しようとした為に、自身の父である界人総の帥の命を受けた赤原によって殺害された。
ヒタキ
幼い頃に死別したカラスの妹。ディフェクト建造に深く関わっている存在。

## ゲームシステム
1レバー+3ボタン制。Aボタンでショット、Bボタンでソード、CボタンでD.F.S。
機体にはライフゲージ（HPゲージ）が存在し、敵弾に当たるとダメージを受け、HPゲージがゼロになるとゲームオーバー。

### 難易度の選択
本作では、ゲーム開始時に難易度の選択が可能となっている。
イージーモード
3ステージまでプレイすることが出来るモード。敵弾をすべて破壊することが出来る。
ノーマルモード
全ステージをプレイすることが出来る標準的なモード。
ハードモード
より敵の攻撃が激しくなるモード。一定条件を満たすことで、真の最終ボスと戦える。

### 武器と経験値
武器はラジルギと同じく、「ショット」、「ソード」、「シールド」を使用し、ボムは「D.F.S」に入れ替わっている。
D.F.Sを除いた武器は経験値チップを一定数集める、もしくはレベルアップアイテムを入手する事でレベルアップする。レベルが上がっていくと武器の性能が変化し、より強力な攻撃が可能となる。更に、各武器レベルを合計した総合レベルがそのまま得点倍率となっている為、単純にクリアを目指す場合は勿論、スコアアタックに挑戦する場合でも、効率よく武器をレベルアップさせていく事が重要となっている。各武器のレベル上限は100。
ショット
正面に弾を発射する。レベルアップすると斜め方向にも攻撃する。
ソード
自機の手前で切りつける。レベルアップすると、2回、3回と連続攻撃が可能になる。
尚、ショットとソードは併用して使うことができるが、威力は各々10レベル分ほど（?）下がる。
シールド
攻撃停止時に自機前方に展開される。レーザー以外の攻撃を無効にし、シールドに接触した敵にダメージを与える。レベルが上がると、防御時に低速度の貫通弾を返すようになる（2段階目は数発防ぐと打ち返し1発、3段階目は敵弾1発に付き打ち返し1発）。
D.F.S
敵を攻撃する事で溜まるSPゲージが満タンの状態になると使用可能で、発動中は自機の周囲に脳を模した形のフィールドが発生する。フィールドは敵弾をかき消し、接触した敵にダメージを与えると同時に「D.F.Sワーム」を寄生させる。ワームが寄生した敵は中心部が点滅し、この状態の敵を倒すと通常よりも良い経験値チップを入手できる（詳細はアイテムの項を参照）。また、フィールド内に存在するアイテムを吸い寄せる効果もある。
ゲージは満タンになっても個別にストックされず、D.F.S発動中でも攻撃していけばゲージが溜まる為、経験値を得る目的も兼ねて積極的に使うことが推奨される。

### アイテム
経験値チップ
一定数集めると武器のレベルがアップする。チップには色が付いており、その色に対応した武器に経験値が加算される。
- ショットチップ（青色） - ショットで敵を攻撃･倒す、またはD.F.Sで敵弾を消した際にショットを使用していると発生。
- ソードチップ（緑色） - ソードで敵を攻撃･倒す、またはD.F.Sで敵弾を消した際にソードを使用していると発生。
- シールドチップ（オレンジ色） - シールドで敵を攻撃･倒す、またはD.F.Sで敵弾を消した際にショットもソードも使用していない状態だと発生。

ショットとソードを併用していた場合は、ショットチップとソードチップが交互に発生する。
また、チップにはレベルが存在しており、レベルが高いほど入手できる経験値が多い。入手条件は以下の通り。
- Lv1 - 敵に攻撃を当てる、敵弾を消す。
- Lv2 - ワームが寄生している敵に攻撃を当てる、D.F.S発動中に敵弾を消す。
- Lv3 - ザコ敵を倒す。
- Lv4 - 敵編隊を全滅させる、敵編隊の隊長機を最初に倒す、ワームが寄生している敵を倒す。
- Lv5 - ワームが寄生している敵編隊を全滅させる。

ノーマルアイテム
敵編隊を倒した際に出現。漢字一文字で表現されている。
- 得点アイテム（点） - 点数が加算される。ソードで弾いていくと、大きな得点アイテムや他のノーマルアイテムに変化する。
- 経験値アイテム（習） - アイテムの色に応じた武器に経験値を加算する。色の対応は経験値チップと同じ。
- シールドアイテム（盾） - 一定時間、自機の前方にシールドを展開する。
- 化アイテム（化） - 画面上の敵弾を全てアイテムに変化させる。
- ライフ回復アイテム（命） - 自機のHPゲージを少し回復。
- DFSアイテム（特） - SPゲージを満タンの状態にする。

キャリアアイテム
アイテムキャリアを破壊すると出現。絵柄で表現されている。
- レベルアップアイテム - アイテムの絵柄に応じた武器のレベルを1アップさせる。
- スピードアップアイテム - 自機の移動速度が一段階上昇する。
- スピードダウンアイテム - 自機の移動速度が一段階下降する。
- ライフ回復アイテム・大 - 自機のHPゲージを大きく回復。

キャリアアイテムはソードで弾くと、「レベルアップ（ショット）」→「レベルアップ（ソード）」→「レベルアップ（シールド）」→「スピードアップ」→「スピードダウン」→「レベルアップ（ショット）」…と、順繰りに変化していく。
マイルマーク
難易度がノーマルモード以上の時に登場するアイテム。各ステージに1つずつ隠されており、特定ポイントを特定の武器で攻撃すると出現。
ハードモードではこのアイテムを全て集めるのが、真の最終ボスと戦う為の条件の一つとなっている。

## ステージ構成
| 面数 | ステージ               | BGM                   | 中ボス         | ボス             | ボスBGM                                               |
| ---- | ---------------------- | --------------------- | -------------- | ---------------- | ----------------------------------------------------- |
| 1    | 第46フロゥト上空       | 1000 clouds           | （無し）       | 真月燐ver.185    | the extraordinary people                              |
| 2    | 第22フロゥト上空       | one thing reality     | （無し）       | 太公望6.0改修版  | the extraordinary people                              |
| 3    | ニンゲンの空との境界線 | you can't fxxk me     | PHATBOWIE-SLIM | 夜明前ver.185    | the extraordinary people                              |
| 4    | マシマナマ上空         | Electric Chair        | FUGL           | FRONT ALICE      | the extraordinary people                              |
| 5    | 未確認フロゥト内部     | death from above 4098 | 'en C          | 真月燐FED 神の像 | hey little girl,go home soon Sex pervert of a silence |

## マイルストーンシューティングコレクション カラスWii
Wiiへの移植版には『カラス』の他、「シューティングコレクション」という副題通りに『カオスフィールド』と『ラジルギ』も同時収録されている。ただし、最初から遊べるのはカラスのみで、他の2タイトルは一定条件を満たさないとプレイ出来ない。
また、サウンドテストも追加されており、ゲーム中で使用されたBGMを任意に聴く事ができる。

## 開発
強烈な個性を放つ前回作『ラジルギ』との差異をつけるため、本作の色調はモノトーンにし、世界観もさらに暗くなった。
一方で、トゥーンレンダリングについては本作でも取り入れられた。